# بيت روز
بيت روز (بالإنجليزية: Pete Rose)‏ هو عازف جاز وملحن أمريكي، ولد في 1942.

## وصلات خارجية
- بيت روز على موقع ميوزك برينز (الإنجليزية)